# Diligence raisonnable
Ne doit pas être confondu avec Vérification diligente.
En droit pénal canadien, la diligence raisonnable (anglais : due diligence) est un moyen de défense prévu pour certaines infractions, telles que l'usage négligent d'une arme à feu, l'omission de signaler la perte d'une arme à feu ou l'omission de signaler la destruction d'une arme à feu. Quand une disposition pénale exige qu'une personne fasse preuve de soins raisonnables dans les circonstances (la diligence raisonnable), ou a contrario quand elle demande qu'elle ne fasse pas preuve de négligence, l'accusé peut se défendre en affirmant qu'il a été raisonnablement prudent conformément à la disposition.
La notion est aussi utilisée en santé et sécurité du travail. Il s'agit du degré de jugement, de soin, de prudence, de fermeté et d'action auquel on peut raisonnablement s'attendre d'une personne dans certaines circonstances.
On ne doit pas la confondre avec la vérification diligente en droit des sociétés.